# Jan Pronk
Jan Pronk (ur. 19 października 1918 w Den Helder, zm. 15 marca 2016 w Egmond) – holenderski kolarz torowy, pięciokrotny medalista mistrzostw świata.

## Kariera
Pierwszy sukces w karierze Jan Pronk osiągnął w 1947 roku, kiedy zdobył brązowy medal w wyścigu ze startu zatrzymanego zawodowców podczas mistrzostw świata w Paryżu. W zawodach tych wyprzedzili go jedynie dwaj Francuzi: Raoul Lesueur i Jean-Jacques Lamboley. Na rozgrywanych dwa lata później mistrzostwach świata w Kopenhadze był drugi w tej samej konkurencji, ulegając tylko Włochowi Elii Frosio. Srebrne medale zdobył również podczas mistrzostw w Liège w 1950 roku i mistrzostw w Kolonii w 1954 roku, a na mistrzostwach w Mediolanie w 1951 roku Holender zdobył swój jedyny złoty medal. Ponadto Pronk wielokrotnie zdobywał medale torowych mistrzostw Holandii w swej koronnej konkurencji, w tym osiem złotych. Nigdy nie wystartował na igrzyskach olimpijskich.